# Trapani Calcio 2017-2018
Questa voce raccoglie le informazioni riguardanti il Trapani Calcio nelle competizioni ufficiali della stagione 2017-2018.

## Stagione
La stagione 2017-2018 è per il Trapani Calcio, dopo la retrocessione dalla B, la 32ª partecipazione alla terza serie del Campionato italiano di calcio. La squadra del riconfermato Alessandro Calori affronta il ritiro estivo pre-stagionale a Spiazzo, in provincia di Trento, dal 12 al 27 luglio. La stagione regolare termina con un rocambolesco terzo posto in classifica con 68 punti, favorendo il Catania nelle ultime giornate. I Play off si concludono con l'eliminazione agli ottavi di finale da parte del Cosenza che ottiene due vittorie. Salgono in Serie B il Lecce diretto ed il Cosenza che vince i Play-off. Due gli atleti del Trapani sono risultati migliori realizzatori di stagione, Jacopo Murano e Felice Evacuo, che hanno firmato 10 reti a testa in campionato. Hanno partecipato anche alla Coppa Italia Tim Cup, dove i granata sono giunti al terzo turno, nel primo hanno surclassato (6-0) la Paganese, nel secondo turno si sono imposti (0-1) a Terni, nel terzo turno hanno rimediato un memorabile (7-1) dal Torino. Mentre nella Coppa Italia di Serie C hanno superato solo i sedicesimi di finale (4-2) dopo i rigori al Siracusa, negli ottavi sono usciti dalla competizione perdendo (1-0) a Cosenza.

## Organigramma societario
Area direttiva
- Presidente: Paola Iracani[3] (dal 26 marzo 2018)
Vittorio Morace (fino al 26 marzo 2018)
- Direttore generale: Anne Marie Collart
- Vice Presidente: Fiammetta Morace
- Segretario generale: Salvatore Conti
- Segretario sportivo: Andrea Oddo

Area organizzativa
- Responsabile Area Tecnica: Fabrizio Salvatori
- Direttore sportivo: Adriano Polenta
- Team manager: Giovanni Panetta
- Magazziniere: Giancarlo Lentini

Area comunicazione
- Resp. comunicazione e Ufficio stampa: Cinzia Bizzi
- Coll. Ufficio stampa: Giuseppe Favara
- Fotografo: Giovanni Pappalardo

Area tecnica
- Allenatore: Alessandro Calori
- Vice allenatore: Alessandro Pierini
- Coll. tecnico: Massimo Lo Monaco
- Preparatore atletico: Fabio Monzone
- Preparatore dei portieri: Franco Paleari
- Coll. preparatore atletico: Piero Campo
- Responsabile tecn. Settore giovanile: Mariano Gabriele

Area sanitaria
- Responsabile Sanitario: Giuseppe Mazzarella
- Medico sociale: Roberto Matracia e Ettore Tocco
- Massofisioterapista: Salvatore Scardina, Claudio Fici e Mirko Genzardi

## Divise e sponsor
Il fornitore ufficiale di materiale tecnico per la stagione 2017-2018 è Joma, mentre il main sponsor è Liberty Lines.
| Casa | Trasferta | Terza maglia | Portiere | Portiere |

## Rosa
| N. |                       | Ruolo | Calciatore                 |
| -- | --------------------- | ----- | -------------------------- |
| 1  | Italia (bandiera)     | P     | Francesco Pacini           |
| 2  | Montenegro (bandiera) | D     | Stefan Bajic               |
| 3  | Italia (bandiera)     | D     | Alberto Rizzo              |
| 4  | Italia (bandiera)     | D     | Luca Pagliarulo (capitano) |
| 5  | Francia (bandiera)    | C     | Anthony Taugourdeau        |
| 5  | Italia (bandiera)     | D     | Mirko Drudi                |
| 6  | Italia (bandiera)     | D     | Matteo Legittimo           |
| 6  | Italia (bandiera)     | C     | Fabio Scarsella            |
| 7  | Italia (bandiera)     | A     | Daniele Ferretti           |
| 8  | Italia (bandiera)     | C     | Simone Bastoni             |
| 9  | Italia (bandiera)     | A     | Felice Evacuo              |
| 10 | Brasile (bandiera)    | A     | Reginaldo                  |
| 10 | Italia (bandiera)     | A     | Alessandro Polidori        |
| 11 | Italia (bandiera)     | A     | Jacopo Murano              |
| 12 | Italia (bandiera)     | P     | Riccardo Ferrara           |
| 13 | Italia (bandiera)     | D     | Pasquale Fazio             |

| N. |                    | Ruolo | Calciatore          |
| -- | ------------------ | ----- | ------------------- |
| 14 | Italia (bandiera)  | D     | Tommaso Silvestri   |
| 15 | Brasile (bandiera) | A     | Lucas Dambros       |
| 16 | Italia (bandiera)  | C     | Demetrio Steffè     |
| 17 | Italia (bandiera)  | C     | Enrico Canino       |
| 18 | Italia (bandiera)  | C     | Michael Girasole    |
| 19 | Italia (bandiera)  | C     | Federico Maracchi   |
| 19 | Italia (bandiera)  | A     | Alessio Campagnacci |
| 20 | Italia (bandiera)  | C     | Antonio Palumbo     |
| 21 | Italia (bandiera)  | A     | Simone Minelli      |
| 22 | Italia (bandiera)  | P     | Giovanni Compagno   |
| 23 | Italia (bandiera)  | D     | Pietro Visconti     |
| 24 | Italia (bandiera)  | D     | Giuseppe Sammartano |
| 25 | Italia (bandiera)  | C     | Salvatore Aloi      |
| 26 | Italia (bandiera)  | C     | Manuel Marras       |
| 27 | Italia (bandiera)  | P     | Jacopo Furlan       |
| 30 | Italia (bandiera)  | C     | Francesco Corapi    |

## Calciomercato

### Sessione estiva(dal 1/7 al 31/8)
| Acquisti         | Acquisti            | Acquisti           | Acquisti      |
| R.               | Nome                | da                 | Modalità      |
| ---------------- | ------------------- | ------------------ | ------------- |
| P                | Richard Marcone     | Südtirol           | fine prestito |
| P                | Simone Farelli      | Arezzo             | fine prestito |
| C                | Salvatore Aloi      | Lupa Roma          | fine prestito |
| A                | Claudio Sparacello  | Pistoiese          | fine prestito |
| D                | Tulhão              | Lumezzane          | fine prestito |
| D                | Alberto Rizzo       | Cuneo              | fine prestito |
| D                | Tommaso Silvestri   | SPAL               | definitivo    |
| D                | Stefan Bajic        | Cremonese          | prestito      |
| C                | Anthony Taugourdeau | Piacenza           | definitivo    |
| A                | Simone Minelli      | Fiorentina         | prestito      |
| A                | Daniele Ferretti    | Gubbio             | definitivo    |
| A                | Jacopo Murano       | SPAL               | prestito      |
| P                | Francesco Pacini    | Novara             | prestito      |
| A                | Reginaldo           | Paganese           | definitivo    |
| C                | Demetrio Steffè     | Siena              | definitivo    |
| C                | Manuel Marras       | Alessandria        | definitivo    |
| P                | Jacopo Furlan       | Bari               | prestito      |
| C                | Michael Girasole    | Pro Piacenza       | definitivo    |
| A                | Lucas Dambros       | FC Djursland       | definitivo    |
| C                | Antonio Palumbo     | Sampdoria          | prestito      |
| C                | Simone Bastoni      | Spezia             | prestito      |
| A                | Felice Evacuo       | Parma              | definitivo    |
| Altre operazioni |                     |                    |               |
| R.               | Nome                | da                 | Modalità      |
| D                | Giuseppe Sammartano | Trapani Pri.       | aggregato     |
| C                | Enrico Canino       | Trapani Pri.       | aggregato     |
| C                | Giovanni Dossè Kean | PDHA               | aggregato     |
| D                | Guilherme Cescon    | Esporte C. Guarani | aggregato     |
| D                | Alessio Rossini     |                    | aggregato     |

| Cessioni | Cessioni             | Cessioni       | Cessioni       |
| R.       | Nome                 | a              | Modalità       |
| -------- | -------------------- | -------------- | -------------- |
| A        | Igor Coronado        | Palermo        | definitivo     |
| C        | Davide Raffaello     | Feralpisalò    | definitivo     |
| C        | Luca Nizzetto        | Virtus Entella | definitivo     |
| A        | Davis Curiale        | Catania        | definitivo     |
| D        | Simone Rizzato       | Avellino       | definitivo     |
| C        | Fausto Rossi         | U Craiova      | definitivo     |
| C        | Antonino Barillà     | Parma          | definitivo     |
| D        | Christian Terlizzi   | Paceco         | definitivo     |
| C        | Giuseppe Vitale      | Paceco         | definitivo     |
| D        | Antonino Daì         | -              | fine attività  |
| C        | Maurizio Ciaramitaro | -              | fine attività  |
| A        | Domenico Mistretta   |                | fine contratto |
| D        | Tulhão               |                | fine contratto |
| C        | Santiago Colombatto  | Cagliari       | fine prestito  |
| A        | Lamin Jallow         | Chievo         | fine prestito  |
| D        | Anton Krešić         | Atalanta       | fine prestito  |
| D        | Stefano Cason        | Atalanta       | fine prestito  |
| P        | Guido Guerrieri      | Lazio          | fine prestito  |
| P        | Mirko Pigliacelli    | Pescara        | fine prestito  |
| A        | Jacopo Manconi       | Novara         | fine prestito  |
| D        | Tiago Casasola       | Roma           | fine prestito  |
| P        | Simone Farelli       | Novara         | definitivo     |
| A        | Nicola Citro         | Frosinone      | prestito       |
| A        | Claudio Sparacello   | Reggina        | definitivo     |
| A        | Luigi Canotto        | Juve Stabia    | definitivo     |
| C        | Giuseppe Fornito     | Catania        | definitivo     |
| P        | Richard Marcone      | Pro Vercelli   | prestito       |

### Sessione invernale(dal 4 gennaio al 1º febbraio)
| Acquisti | Acquisti            | Acquisti     | Acquisti   |
| R.       | Nome                | da           | Modalità   |
| -------- | ------------------- | ------------ | ---------- |
| C        | Francesco Corapi    | Parma        | definitivo |
| D        | Mirko Drudi         | Lecce        | definitivo |
| C        | Fabio Scarsella     | Cremonese    | prestito   |
| A        | Alessandro Polidori | Pro Vercelli | prestito   |
| A        | Alessio Campagnacci | Siena        | prestito   |

| Cessioni | Cessioni            | Cessioni     | Cessioni      |
| R.       | Nome                | a            | Modalità      |
| -------- | ------------------- | ------------ | ------------- |
| C        | Anthony Taugourdeau | Piacenza     | prestito      |
| D        | Matteo Legittimo    | Lecce        | definitivo    |
| D        | Stefan Bajic        | Cremonese    | fine prestito |
| C        | Federico Maracchi   | Novara       | prestito      |
| A        | Reginaldo           | Pro Vercelli | definitivo    |

## Risultati

### Serie C

#### Girone di andata
| Arbitro: | Maggioni (Lecco) |

|            |           |  |
| Murano 43’ | Marcatori |  |

| Arbitro: | Robilotta (Sala Consilina) |

|                               |           |                   |
| Torromino 45+1’ Di Piazza 47’ | Marcatori | 55’ (rig.) Murano |

| Erice 10 settembre 2017, ore 20:30 CEST 3ª giornata | Trapani            | 0 – 0 referto | Sicula Leonzio | Stadio Polisportivo Provinciale (4.017 spett.)\| Arbitro: \| Meleleo (Casarano) \| |
| Arbitro:                                            | Meleleo (Casarano) |               |                |                                                                                    |

| Arbitro: | Prontera (Bologna) |

|                   |           |                                |
| Simeri 28’ (rig.) | Marcatori | Pagliarulo 54’, 57’ Murano 72’ |

| 24 settembre 2017 5ª giornata |  | – Turno di riposo Trapani |  |  |

| Arbitro: | Sozza (Seregno) |

|                                |           |             |
| S. Minelli 62’ Reginaldo 90+2’ | Marcatori | 3’ Alfageme |

| Pagani 4 ottobre 2017, ore 16:30 CEST 7ª giornata | Paganese           | 0 – 0 referto | Trapani | Stadio Marcello Torre\| Arbitro: \| Ayroldi (Molfetta) \| |
| Arbitro:                                          | Ayroldi (Molfetta) |               |         |                                                           |

| Arbitro: | Guida (Salerno) |

|                                    |           |  |
| Reginaldo 51’ Evacuo 74’ Fazio 87’ | Marcatori |  |

| Arbitro: | Curti (Milano) |

|             |           |  |
| A. Nolè 42’ | Marcatori |  |

| Arbitro: | Annaloro (Collegno) |

|                                        |           |                                     |
| Reginaldo 23’ Bastoni 29’ Maracchi 31’ | Marcatori | 61’ Zanini 64’ Infantino 75’ Onescu |

| Arbitro: | Cudini (Fermo) |

|  |           |                                 |
|  | Marcatori | 3’ Marras 48’ Murano 84’ Evacuo |

| Arbitro: | De Angeli (Abbiategrasso) |

|                  |           |  |
| T. Silvestri 23’ | Marcatori |  |

| Arbitro: | G. Miele (Nola) |

|                                                 |           |  |
| Evacuo 4’ Murano 15’ T. Silvestri 54’ Fazio 79’ | Marcatori |  |

| Arbitro: | Zanonato (Vicenza) |

|                                                 |           |                                          |
| Urso 41’ G. Giovinco 45+2’ (rig.), 90+3’ (rig.) | Marcatori | 16’ T. Silvestri 20’ Maracchi 38’ Evacuo |

| Arbitro: | Vigile (Cosenza) |

|                                        |           |              |
| Girasole 54’ Reginaldo 70’ Dambros 86’ | Marcatori | 68’ A. Viola |

| Arbitro: | Meraviglia (Pistoia) |

|  |           |              |
|  | Marcatori | 84’ A. Rizzo |

| Arbitro: | Prontera (Bologna) |

|                                |           |  |
| T. Silvestri 29’ Reginaldo 42’ | Marcatori |  |

| Monopoli 10 dicembre 2017, ore 14:30 CET 18ª giornata | Monopoli           | 0 – 0 referto | Trapani | Stadio Vito Simone Veneziani (1.566 spett.)\| Arbitro: \| Dionisi (L'Aquila) \| |
| Arbitro:                                              | Dionisi (L'Aquila) |               |         |                                                                                 |

| Arbitro: | Amabile (Vicenza) |

|                      |           |                        |
| Reginaldo 61’ (rig.) | Marcatori | 38’ Mendicino 81’ Idda |

#### Girone di ritorno
| Arbitro: | Sozza (Seregno) |

|                                  |           |                 |
| Visconti 61’ (aut.) Scardina 84’ | Marcatori | 43’, 54’ Murano |

| Arbitro: | Valiante (Salerno) |

|            |           |            |
| Murano 34’ | Marcatori | 5’ Mancosu |

| Arbitro: | Gariglio (Pinerolo) |

|              |           |  |
| F. Russo 68’ | Marcatori |  |

| Arbitro: | Viotti (Tivoli) |

|                                       |           |             |
| Scarsella 12’ Evacuo 76’ Murano 90+4’ | Marcatori | 10’ Bachini |

| 4 febbraio 2018 24ª giornata |  | – Turno di riposo Trapani |  |  |

| Caserta 11 febbraio 2018, ore 14:30 CET 25ª giornata | Casertana              | 0 – 0 referto | Trapani | Stadio Alberto Pinto (1.500~ spett.)\| Arbitro: \| Marchetti (Ostia Lido) \| |
| Arbitro:                                             | Marchetti (Ostia Lido) |               |         |                                                                              |

| Arbitro: | D’Ascanio (Ancona) |

|                                                     |           |             |
| Scarsella 35’ Evacuo 37’ Marras 60’ Campagnacci 84’ | Marcatori | 13’ Cuppone |

| Arbitro: | De Angeli (Abbiategrasso) |

|                       |           |                          |
| Bianchimano 3’ (rig.) | Marcatori | 11’ Evacuo 74’ Scarsella |

| Arbitro: | Natilla (Molfetta) |

|                                           |           |              |
| T. Silvestri 49’ Scarsella 56’ Evacuo 58’ | Marcatori | 86’ Ghinassi |

| Arbitro: | Meraviglia (Pistoia) |

|                      |           |                         |
| Infantino 51’ (rig.) | Marcatori | 40’ Polidori 56’ Evacuo |

| Arbitro: | D'Apice (Arezzo) |

|                               |           |                 |
| T. Silvestri 43’ Polidori 48’ | Marcatori | 37’, 56’ D'Ursi |

| Arbitro: | Bitonti (Bologna) |

|  |           |              |
|  | Marcatori | 68’ Polidori |

| Arbitro: | Guida (Salerno) |

|  |           |               |
|  | Marcatori | 5’ Pagliarulo |

| Arbitro: | Zufferli (Udine) |

|            |           |  |
| Evacuo 47’ | Marcatori |  |

| Arbitro: | Robilotta (Sala Consilina) |

|                          |           |  |
| Biasón 81’ Madonia 90+2’ | Marcatori |  |

| Arbitro: | Dionisi (L'Aquila) |

|                    |           |           |
| Colella 22’ (aut.) | Marcatori | 4’ Quinto |

| Arbitro: | Massimi (Termoli) |

|                   |           |                             |
| Lodi 90+5’ (rig.) | Marcatori | 50’ A. Palumbo 90+1’ Marras |

| Arbitro: | Schirru (Nichelino) |

|                              |           |                   |
| Murano 18’ Corapi 77’ (rig.) | Marcatori | 69’, 87’ L. Longo |

| Arbitro: | Mei (Pesaro) |

|                                         |           |                |
| Tutino 16’, 26’, 90+3’ Fazio 36’ (aut.) | Marcatori | 72’, 80’ Drudi |

#### Ottavi di finale
| Arbitro: | Perotti (Legnano) |

|                        |           |                |
| Tutino 52’ Okereke 79’ | Marcatori | 90+2’ Polidori |

| Arbitro: | Sozza (Seregno) |

|  |           |                        |
|  | Marcatori | 63’ Okereke 78’ Tutino |

### Coppa Italia Tim Cup
| Arbitro: | Capone (Palermo) |

|                                                              |           |  |
| Murano 13’, 60’ Canotto 14’, 44’ Fornito 72’ D. Ferretti 84’ | Marcatori |  |

| Arbitro: | Abbattista (Molfetta) |

|  |           |            |
|  | Marcatori | 86’ Murano |

| Arbitro: | Pasqua (Tivoli) |

|                                                                                          |           |           |
| Belotti 13’, 40’ Fazio 27’ (aut.) Berenguer 35’ Obi 43’ Iago Falque 68’ De Silvestri 87’ | Marcatori | 18’ Fazio |

### Coppa Italia di Serie C

#### Sedicesimi di finale
| Arbitro: | Maranesi (Ciampino) |

|                                     |                      |                                   |
| Steffè Taugordeau A. Palumbo Evacuo | Tiri di rigore 4 – 2 | Mucciante Bernardo Grillo Daffara |

#### Ottavi di finale
| Arbitro: | Robilotta (Sala Consilina) |

|               |           |  |
| Calamai 90+5’ | Marcatori |  |

## Statistiche

### Statistiche di squadra
| Competizione         | Punti            | In casa | In casa | In casa | In casa | In casa | In casa | In trasferta | In trasferta | In trasferta | In trasferta | In trasferta | In trasferta | Totale | Totale | Totale | Totale | Totale | Totale | DR  |
| Competizione         | Punti            | G       | V       | N       | P       | Gf      | Gs      | G            | V            | N            | P            | Gf           | Gs           | G      | V      | N      | P      | Gf     | Gs     | DR  |
| -------------------- | ---------------- | ------- | ------- | ------- | ------- | ------- | ------- | ------------ | ------------ | ------------ | ------------ | ------------ | ------------ | ------ | ------ | ------ | ------ | ------ | ------ | --- |
| Serie C              | 68               | 18      | 11      | 6       | 1       | 37      | 16      | 18           | 8            | 5            | 5            | 23           | 19           | 36     | 19     | 11     | 6      | 60     | 35     | +25 |
| Play-off             | Ottavi di finale | 1       | 0       | 0       | 1       | 0       | 2       | 1            | 0            | 0            | 1            | 1            | 2            | 2      | 0      | 0      | 2      | 1      | 4      | -3  |
| Coppa Italia         | Terzo turno      | 1       | 1       | 0       | 0       | 6       | 0       | 2            | 1            | 0            | 1            | 1            | 7            | 3      | 2      | 0      | 1      | 7      | 7      | 0   |
| Coppa Italia Serie C | Ottavi di finale | 1       | 0       | 1       | 0       | 0       | 0       | 1            | 0            | 0            | 1            | 0            | 1            | 1      | 0      | 1      | 1      | 0      | 1      | -1  |
| Totale               | 68               | 21      | 12      | 7       | 2       | 43      | 18      | 22           | 9            | 5            | 8            | 25           | 29           | 42     | 21     | 12     | 10     | 68     | 45     | +21 |

### Andamento in campionato
| Giornata  | 1 | 2  | 3  | 4 | 5 | 6 | 7 | 8 | 9 | 10 | 11 | 12 | 13 | 14 | 15 | 16 | 17 | 18 | 19 | 20 | 21 | 22 | 23 | 24 | 25 | 26 | 27 | 28 | 29 | 30 | 31 | 32 | 33 | 34 | 35 | 36 | 37 | 38 |
| --------- | - | -- | -- | - | - | - | - | - | - | -- | -- | -- | -- | -- | -- | -- | -- | -- | -- | -- | -- | -- | -- | -- | -- | -- | -- | -- | -- | -- | -- | -- | -- | -- | -- | -- | -- | -- |
| Luogo     | C | T  | C  | T |   | C | T | C | T | C  | T  | C  | C  | T  | C  | T  | C  | T  | C  | T  | C  | T  | C  |    | T  | C  | T  | C  | T  | C  | T  | T  | C  | T  | C  | T  | C  | T  |
| Risultato | V | P  | N  | V |   | V | N | V | P | N  | V  | V  | V  | N  | V  | V  | V  | N  | P  | N  | N  | P  | V  |    | N  | V  | V  | V  | V  | N  | V  | V  | V  | P  | N  | V  | N  | P  |
| Posizione | 5 | 10 | 11 | 4 | 6 | 5 | 5 | 5 | 6 | 6  | 5  | 4  | 3  | 3  | 3  | 3  | 2  | 2  | 3  | 3  | 3  | 3  | 3  | 3  | 3  | 3  | 3  | 3  | 2  | 3  | 2  | 2  | 3  | 3  | 3  | 2  | 2  | 3  |

Fonte:  Lega Italiana Calcio Professionistico, su lega-pro.com.
Legenda:

Luogo: C = Casa; T = Trasferta. Risultato: V = Vittoria; N = Pareggio; P = Sconfitta.